# Crosby, Stills, Nash & Young
Crosby, Stills, Nash & Young (рус. Кросби, Стиллс, Нэш энд Янг, первоначально — Кросби, Стилз и Нэш) — музыкальный коллектив из числа супергрупп, работающий преимущественно в стиле фолк-рок.
Основными участниками группы считаются Дэвид Кросби, Стивен Стиллз и Грэм Нэш; временами к ним присоединялся Нил Янг, и тогда группа выступала и записывалась как Crosby, Stills, Nash & Young.
Вокальные партии музыкантов знамениты сложными, причудливыми гармоническими изысками, а сами певцы — сложными и часто напряжёнными взаимоотношениями, политической активностью и неослабевающим влиянием на музыку и культуру.

## История

### Рождение группы
Изначально затеянное тройкой — Дэвидом Кросби, Стивеном Стилзом и Грэмом Нэшем — возникновение коллектива берёт начало в двух рок-группах 60-х годов прошлого века — The Byrds и The Hollies, благодаря третьей, Buffalo Springfield. Из-за трений между коллегами по The Byrds — Дэвиду Кросби пришлось оставить группу осенью 1967 года.
В начале 1968 и «Баффало Спрингфилд» тоже развалилась по причинам личного характера, и Стивен Стилз, закончив помощь в записи последнего альбома группы, к лету оказался безработным. Они с Кросби стали дружески встречаться, музицировать вместе, и проводя время на яхте Кросби во Флориде вместе с Полом Кэнтнером, втроём сочинили песню «Wooden Ships».
Грэм Нэш познакомился с Кросби во время гастролей The Byrds в Великобритании в 1966, и когда the Hollies прибыли в 1968 году в Калифорнию, Нэш возобновил знакомство с Кросби. На вечеринке в доме у Касс Эллиот в июле 1968 года Нэш попросил Стилза и Кросби ещё раз спеть новую песню Стилза «You Don’t Have To Cry» (рус. Не надо плакать), в которой Нэш импровизировал вторым голосом. Голоса оказались идеально гармоничными, и тройка поняла, что они владеют чудом вокальной алхимии.
Творчески разочарованный работой с The Hollies, Нэш решает покинуть группу и разделить судьбу с Кросби и Стилзом. После неудачного прослушивания на принадлежащей Битлз студии Apple Records, они подписали контракт с Ахметом Эртегюном, владельцем студии Atlantic Records; Эртегюн был горячим поклонником Buffalo Springfield и очень расстроился, узнав о распаде группы.
С самого начала, наученное опытом выхода из прежних групп, трио решило не замыкаться в составе группы, а использовать свои имена в качестве её идентификаторов, чтобы быть независимыми и иметь гарантию невозможности продолжения существования группы без кого-либо из основателей, как это произошло с The Byrds и The Hollies после того, как из них ушли Кросби и Нэш. Это было закреплено в контракте с Atlantic, который давал CSN невиданную по тем временам для неизвестной группы свободу.
Кроме того, троица обзавелась уникальной командой менеджеров в лице Элиота Робертса и Дэвида Геффена, которые и выстроили такую схему взаимоотношений между CSN и Atlantic и всегда были готовы совместными усилиями помогать музыкантам в работе. Робертс обеспечивал команде сосредоточенность и выстраивал межличностные отношения, тогда как Геффен занимался деловой частью, поскольку, по словам Кросби, им нужна была акула, а Геффен как раз акулой и был. В ранние годы существования трио именно Робертс и Геффен оказались главными творцами благополучия и успеха группы. В самом начале, когда было объявлено об организации группы, возникли некоторые сложности с подписанием контракта. Кросби и Стилз подписали контракт с Atlantic, но, поскольку Нэш «числился» в Hollies, он оказался связанным контрактом с Epic Records, продавцом записей The Hollies в Северной Америке. Чтобы выйти из этого затруднения Геффен организовал соглашение, по которому «выменял» Нэша у Epic Records на группу Ричи Фьюрея Poco, «принадлежавшую» Atlantic по контракту с Buffalo Springfield.

### Первый успех
Первый альбом трио Crosby, Stills, & Nash был выпущен в мае 1969 года и немедленно стал сенсацией, родив две «сорокапятки», вошедшие в список «40 лучших» и став ведущим в радиовещании в новом по тем времена формате FM.
Если не учитывать работу барабанщика Далласа Тэйлора, на Стилза пришлась львиная доля инструментальных партий. Это стало ярким свидетельством его таланта, и с ними можно было справляться в студии, но сложный инструментал поставил группу перед необходимостью привлечения дополнительных музыкантов для выступлений «вживую», которые естественно вытекали из коммерческого успеха дебютного альбома.

### Привлечение Нила Янга
Решили оставить Тэйлора и нанять клавишника. Какое-то время Стилз хотел пригласить Стива Винвуда который тогда был занят в недавно созданной группе Blind Faith. Со своей стороны Ахмет Эртегюн, глава Atlantic Records, предложил взять канадского певца и автора песен Нила Янга, чьими делами также занимался Эллиот Робертс. Стилз и Нэш некоторое время не соглашались с предложением Эртегюна, Стилз по причине неприятностей в составе Buffalo Springfield, где ему приходилось общаться с Янгом, а Нэш просто из-за того, что не был с ним знаком лично. Но после нескольких встреч трио превратилось в квартет с участием Янга как полноправного партнёра. Контракт оставлял Янгу полную свободу работы в его новой «запасной» группе Crazy Horse.
Чтобы ритмическая часть ансамбля стала полной, по рекомендации бывшего коллеги Янга Рика Джеймса решили пригласить восемнадцатилетнего басиста из Motown Грега Ривза.
Поздним летом 1969 года с Янгом на борту группа отправилась в турне, длившееся до конца года. Первое выступление состоялось 17 августа 1969 года в Auditorium Theater в Чикаго; открыла его Джони Митчелл. Между прочим кто-то из музыкантов сказал, что завтра им предстоит поездка в какой-то городок под названием Вудсток, но они и понятия не имеют, где это. Второй концерт этого вечера они открыли тем же заявлением, с которого начали выступление в Вудстоке: — «Мы появляемся на публике второй раз, и у нас коленки трясутся». Начали с сюиты «Голубоглазая Джуди», а затем разразились собственной версией песни Битлз «Blackbird», насыщенной удивительной гармонией, в которой CSN&Y равных не было.
Вторым выступлением группы стало крещение огнём на Вудстокском фестивале (август 1969) — впоследствии запись CSNY песни Джони Митчелл «Woodstock» станет символом этого фестиваля.
И, напротив, — о последующем появлении группы на Алтамонтском концерте почти не упоминается, так что музыкантам удалось сохранить свою репутацию незапятнанной участием в печально знаменитом фестивале.
От супергруппы в новом составе многого ждали, и первый альбом с участием Янга Déjà Vu («Дежа вю»), появившийся в продаже в марте 1970 был встречен с огромным энтузиазмом — он занял первые места в списках и стал поводом для издания трёх «сорокопяток». Альбом «Дежа вю» стал первым в новой для Atlantic Records номинации SD-7200 «суперстар», созданной студией звукозаписи исключительно для артистов высшего качества. Последовавшие за «Дежа вю» сольные альбомы Кросби, Стилза и Нэша издавались здесь же.
Грег Ривз стал работать спустя рукава и в апреле 1970 года был заменён Фаззи Сэмюэлзом.
Янг и Кросби были в доме под Сан-Франциско, когда поступило сообщение о расстреле студентов в Кентском университете, и в ответ Янг написал ставшую классической песней протеста «Огайо». Песня была записана и издана молниеносно, уже через неделю после трагедии, и обеспечила ансамблю ещё одно место в двадцатке лучших.
Однако с умыслом созданная хрупкой система взаимоотношений музыкантов не выдержала нагрузки успехом, и группа распалась летом 1970 года, по завершении турне. Концертные записи с этого турне, в конце концов, выльются в двойной альбом Four Way Street (Улица на все четыре стороны) который попадёт в список лучших 1971 года, но никогда уже музыканты не будут звучать так сильно, как они звучали в составе трио и квартета.

### Меняясь местами
Начиная с сентября 1970 по май 1971 года каждый из участников квартета выпустил ставшие знаменитыми сольные альбомы: Кросби «Не вспомнить, как меня зовут», Стилз — «Стивен Стилз», Нэш «Песни для новичков», и Янг — «После золотой лихорадки». Все четыре сольных альбома попали в 15 лучших, а альбом Стилза взобрался аж на 3-е место. В 1971 году Стилз выпустил дополнительный альбом Stills «Стивен Стилз 2», который тоже вошёл в десятку. Кросби и Нэш отправились в турне с выступлениями под собственный акустический аккомпанемент и одинокий рояль. Съёмки 10 октября 1971 года во время концерта в Павильоне Дороти Чендлер Музыкального центра Лос-Анджелеса послужили основой для документального фильма 1998 года «Another Stoney Evening». Тогда казалось, что неудача для участников ансамбля невозможна, поют они по отдельности или в любом сочетании.
Несмотря на то, что официальной совместной работы в составе трио или квартета на протяжении года не планировалось, 1972 год оказался плодотворным для всех участников ансамбля в смысле сольной деятельности. Альбом Harvest (1972) и сопутствующая ему «сорокапятка» «Heart of Gold» сделали Янга соло — суперзвездой.
Стилз вместе с Крисом Хилманом, бывшим участником The Byrds, создали группу Manassas и выпустили двойной альбом в стиле кантри с таким же названием. В него входили три песни CSN, и вот так Мэнесес стал шестым подряд альбомом Стилза, попавшим в десятку лучших. Нэш помог Янгу записать «сорокапятку» с песней Янга «War Song». Во время турне Нэш и Кросби опять почувствовали ту же радость совместной работы, которая объединяла их в CSN, но всё портили мелкие «внутрисемейные» эгоистические ссоры, из-за которых последние выступления CSNY оказались такими трудными. Тем не менее, радость творческого общения позволила им записать в составе дуэта альбом Graham Nash David Crosby, который поднялся на 4-е место в списке альбомов популярной музыки.
Следующий год для участников группы не был таким удачным. Янг предпринял сольное турне, знаменитое мрачным тоном выступлений и сумасбродными выходками артиста (позже записи выступлений в этом турне были изданы альбомом Time Fades Away) и начал работу над набросками документального фильма «Journey Through the Past» (рус. Путешествие по прошлому). Кросби организовал временное воссоединение оригинального квинтета «Byrds», но альбом The Byrds оказался неудачным и продажи его были посредственны. Последовал второй сольный альбом Нэша, он был невзрачен, а Стиллс выпустил второй диск с Manassas — ни один из дисков не оправдал ожиданий по продажам.
В июне и июле этого года, во время рабочего отдыха, Кросби, Стилз, Нэш и Янг встречались на ранчо Янга и в студии записи на Гавайях под предлогом записи нового альбома с рабочим названием Human Highway, но пререкания, которые одолели группу в 1970 году, быстро возобновились и опять разделили музыкантов.

### Воссоединение
В конце концов Робертсу удалось убедить группу реализовать коммерческий потенциал, и квартет ещё раз объединился летом 1974 года. К началу первого турне на открытых стадионах, организованного импресарио из Сан-Франциско Биллом Грэмом, который только что закончил крупномасштабное турне на закрытых стадионах, организованное в начале года для возвращения Дилана на широкую публику, пригласили басиста Тима Драммонда, ударника Расса Канкела и перкуссиониста Джо Лала. В основном группа выступала по три с половиной часа с любимыми старыми и новыми песнями, многие из которых раньше не появлялись в окончательном студийном формате CSN или CSNY.
По невыпущенному в прокат фильму Грэма Нэша «Уэмбли» (Wembley) по этому выступлению можно судить об объёме и качестве представлений; четыре основных участника в одной и той же песне часто передают своё инструментальное видение темы.
Музыканты стараются убедить журналистов, что их обычные разногласия остались в прошлом, но характерные для настоящего времени проявления неуклонно дают о себе знать. Стилз стал пополнять свой «фирменный» рабочий гардероб футбольных маек военной формой, ненавязчиво намекая, что он — глубоко законспирированный агент ЦРУ. В антураже Кросби появились две скандальные подружки и ещё больше напрягли обстановку. Янг во время турне держался в стороне от группы, путешествуя в жилом фургоне вместе с сыном и сопровождающей группой, и, как сообщалось, очень сетовал, что весь успех нового материала квартета стоит на его песнях.
Попытка записать осенью новый альбом CSNY не состоялась, под названием альбома So Far были перечислены песни, которые надо было продвинуть за счёт турне. Нэш счёл перетасовку дорожек только из двух альбомов и одного сингла абсурдной мыслью — они и без того заняли первые места в хит-парадах. Песни, спетые в ходе турне 1974 года впоследствии вышли в разных выпусках, а именно, Stills, Zuma, American Stars 'n Bars, Long May You Run, Comes a Time, Hawks & Doves, Wind on the Water, and Whistling Down the Wire.
Оказавшись в тупике с воссозданием исходной группы, Кросби и Нэш решили вернуться к партнёрству и работать в составе дуэта с регулярными турне, записав в это время на ABC Records ещё два студийных альбома — Wind On The Water в 1975 и Whistling Down The Wire в 1976 году.
С дуэтом, начиная с первого альбома, работали приглашённые музыканты — группа «The Section». Эта великолепная группа в семидесятых годах принимала участие в записях множества других исполнителей, работающих в похожем стиле, например, Кэрол Кинг, Джеймс Тэйлор и Джексон Браун, а также в записи концертного альбома Кросби и Нэша Crosby-Nash Live, вышедшего в 1977 году.

## Дискография
- 1969 — Crosby, Stills & Nash (CSN)
- 1970 — Déjà Vu (CSNY)
- 1977 — CSN (CSN)
- 1982 — Daylight Again (CSN)
- 1988 — American Dream (CSNY)
- 1990 — Live It Up (CSN)
- 1994 — After the Storm (CSN)
- 1999 — Looking Forward (CSNY)
- 2012 — CSN (CD/DVD)